# Prawo morza

Strefy morskie w prawie międzynarodowym

Prawo morza – dział prawa międzynarodowego publicznego, określający status prawny obszarów morskich oraz statków morskich. Prawo morza opiera się na zwyczaju międzynarodowym oraz umowach międzynarodowych, spośród których najpowszechniej stosowaną jest Konwencja Narodów Zjednoczonych o prawie morza sporządzona 10 grudnia 1982 w Montego Bay (tzw. Konwencja jamajska). Prawo pracy na morzu określa Konwencja o Pracy na Morzu uchwalona na konferencji MOP w 2006 r. W Polsce ważnym aktem prawnym jest również Ustawa z 21 marca 1991 r. o obszarach morskich Rzeczypospolitej Polskiej i administracji morskiej.

## Międzynarodowe konferencje prawa morza

### Pierwsza konferencja
Pierwsza konferencja prawa morza zorganizowana przez Organizację Narodów Zjednoczonych odbyła się w Genewie w dniach 24 lutego – 27 kwietnia 1958. Podstawę prac stanowił projekt konwencji opracowany przez funkcjonującą od 1949 Komisję Prawa Międzynarodowego. Rezultatem działań konferencji były cztery konwencje:
- w sprawie morza terytorialnego i strefy przyległej[8];
- w sprawie morza otwartego[9];
- w sprawie rybołówstwa i konserwacji zasobów żywych morza otwartego[10];
- w sprawie szelfu kontynentalnego[11].

### Druga konferencja
Brak ustaleń w kwestii szerokości morza terytorialnego stał się główną przyczyną zorganizowania kolejnej konferencji, również obradującej w Genewie, w 1960 roku. Delegatom państw ponownie nie udało się wypracować wspólnego stanowiska w tej sprawie, co doprowadziło do fiaska obrad. Wraz z upływem czasu coraz więcej państw zgłaszało roszczenia sięgające dalej niż 12 MM, co określano jako pełzanie jurysdykcji państwowej po morzu otwartym.

### Trzecia konferencja
Trzecia konferencja prawa morza ONZ rozpoczęła się 3 grudnia 1975 w Nowym Jorku i zakończyła 10 grudnia 1982 w Montego Bay. W jej pracach wzięło udział 157 uczestników, którzy obradowali podczas jedenastu sesji. W wyniku jej działań opracowano i przyjęto Konwencję o prawie morza, która oprócz kodyfikacji dotychczasowych zwyczajów, wprowadziła nowe regulacje obejmujące sposoby eksploatacji, badania i ochrony poszczególnych obszarów morskich. Powyższe względy spowodowały uznanie III konferencji prawa morza ONZ za jedną z największych i najbardziej znaczących konferencji w historii stosunków międzynarodowych.

## Konwencja londyńska
Zanieczyszczania mórz zabrania Konwencja londyńska (1972).

## Konwencja jamajska
Projekt Konwencji o prawie morza uchwalono 30 kwietnia 1982, zaś złożenie podpisów na dokumencie nastąpiło 10 grudnia tego samego roku. W 1993 ratyfikowało ją 60 państw, a weszła w życie w 1994. Składa się na nią 320 artykułów i 9 załączników (aneksów). Na mocy konwencji utworzono Międzynarodową Organizację Dna Morskiego, Międzynarodowy Trybunał Prawa Morza oraz Komisję Granic Szelfu Kontynentalnego.
Ponadto konwencja stanowi podstawę działania Zgromadzenia Państw Stron Konwencji o Prawie Morza, Komisji koncyliacyjnej zgodnie z Aneksem V, Trybunału arbitrażowego zgodnie z Aneksem VII i Specjalnego trybunału arbitrażowego na podstawie Aneksu VIII.

## Klasyfikacja obszarów morskich
Obszary wchodzące w skład terytorium państwowego:
- wody wewnętrzne;
- wody archipelagowe;
- morze terytorialne.

Obszary podlegające ograniczonej jurysdykcji lub suwerenności państw:
- strefa przyległa;
- strefa wyłącznego rybołówstwa;
- szelf kontynentalny;
- wyłączna strefa ekonomiczna.

Obszary poza granicami jurysdykcji państw:
- morze pełne/morze otwarte;
- dno mórz i oceanów/obszar.

## Regulacje dotyczące międzynarodowych cieśnin i kanałów

### Cieśniny
Mianem cieśnin międzynarodowych określa się naturalne drogi wodne łączące morza i oceany, nad brzegami których znajdują się terytoria więcej niż jednego państwa. Od czasu określenia szerokości morza terytorialnego na 12 mil morskich nastąpiło przekształcenie 116 cieśnin w tzw. cieśniny terytorialne – Konwencja jamajska objęła je prawem przejścia tranzytowego. Jednocześnie Konwencja zaakceptowała utrzymanie statusu prawnego cieśnin uregulowanych wcześniej osobnymi umowami międzynarodowymi.
| Cieśnina(-y)                     | Państwa                       | Sąsiednie akweny                  | Akt prawny | Regulacje |
| Cieśniny bałtyckie               | Dania Szwecja                 | Morze Północne i Morze Bałtyckie  | Traktat kopenhaski z 14 marca 1857, ustawodawstwo duńskie, ustawodawstwo szwedzkie                                   | Statki: rezygnacja przez Danię z pobierania opłat od statków i ładunków, zobowiązanie do niezatrzymywania statków pod żadnym pozorem – swoboda żeglugi statków handlowych; okręty wojenne – Dania: limit ilości przepływających okrętów oraz określony czas przejścia; Szwecja: całkowita swoboda przejścia okrętów wojennych                                                        |
| Cieśniny czarnomorskie           | Turcja                        | Morze Czarne i Morze Śródziemne   | Konwencja z Montreux z 20 lipca 1936                                                                                 | Statki: swoboda przepływu i żeglugi na czas neutralności Turcji, w razie stanu wojny zakaz dla statków nieprzyjaciela; okręty wojenne: swobodny przepływ dla lekkich okrętów nawodnych i okrętów pomocniczych, ograniczenia dla większych jednostek państw nieczarnomorskich, w razie przystąpienia Turcji do wojny – przepływ floty wojennej uzależniony od uznania władz tureckich |
| Cieśnina Magellana, Kanał Beagle | Argentyna Chile               | Ocean Atlantycki i Ocean Spokojny | Traktat graniczny między Chile i Argentyną z 23 lipca 1881, Porozumienie z 10 grudnia 1941, ustawodawstwo chilijskie | Początkowo neutralizacja brzegów cieśniny oraz całkowita swoboda przepływu statków i okrętów niezależnie od bandery; od 1941 uchylenie zakazu fortyfikowania cieśniny, zakaz żeglugi w nocy, kontrola przepływających statków; od zakończenia II wojny światowej powrót do poprzednich regulacji                                                                                     |
| Cieśnina Tirańska                | Egipt Arabia Saudyjska Izrael | Zatoka Akaba i Morze Czerwone     | Traktat pokojowy izraelsko-egipski                                                                                   | |

### Kanały
Określenie międzynarodowy kanał morski stosuje się wobec sztucznych dróg wodnych, które łączą dwa akweny otwarte dla żeglugi międzynarodowej. Umiędzynarodowienie kanału stanowiącego wody wewnętrzne państwa odnosi się do wolności żeglugi i pozostaje bez wpływu na strefę kanału, stanowiącą terytorium państwa.
| Kanał          | Państwo | Sąsiednie akweny                  | Akt prawny                                                                          | Regulacje |
| Kanał Sueski   | Egipt   | Morze Śródziemne i Morze Czerwone | Konwencja konstantynopolitańska                                                     | Otwarty dla żeglugi; wielkość statku, procedury związane z przepływem oraz wysokość opłat określone są przez administrację państwową |
| Kanał Panamski | Panama  | Ocean Atlantycki i Ocean Spokojny | Traktaty Torrijos-Carter z 1977                                                     | Otwarty dla żeglugi, od 1999 kontrolowany przez władze Panamy                                                                        |
| Kanał Kiloński | Niemcy  | Morze Bałtyckie i Morze Północne  | Traktat wersalski z 28 czerwca 1919, wyrok STSM z 1923 w sprawie statku „Wimbledon” | Swoboda żeglugi dla flot handlowych i wojskowych państw pozostających w pokoju z Niemcami                                            |
| Kanał Koryncki | Grecja  | Morze Jońskie i Morze Egejskie    | ustawodawstwo greckie, porozumienia bilateralne                                     | Swoboda żeglugi dla flot handlowych i wojskowych                                                                                     |

- zobacz też rzeka międzynarodowa.